# Gare d'Asa
La gare d'Asa (厚狭駅, Asa-eki) est une gare ferroviaire de la ville de San'yō-Onoda, dans la préfecture de Yamaguchi au Japon. Elle est exploitée par la compagnie JR West.

## Situation ferroviaire
La gare d'Asa est située au point kilométrique (PK) 453,3 de la ligne Shinkansen Sanyō et au PK 494,3 de la ligne principale Sanyō. Elle marque le début de la ligne Mine.

## Histoire
La gare a été inaugurée le 3 décembre 1900. Le Shinkansen y arrive le 13 mars 1999.

## Service des voyageurs

### Accueil
La gare dispose d'un bâtiment voyageurs ouvert tous les jours, avec des guichets et des automates pour l'achat de titres de transport.

### Desserte
- Ligne Mine :

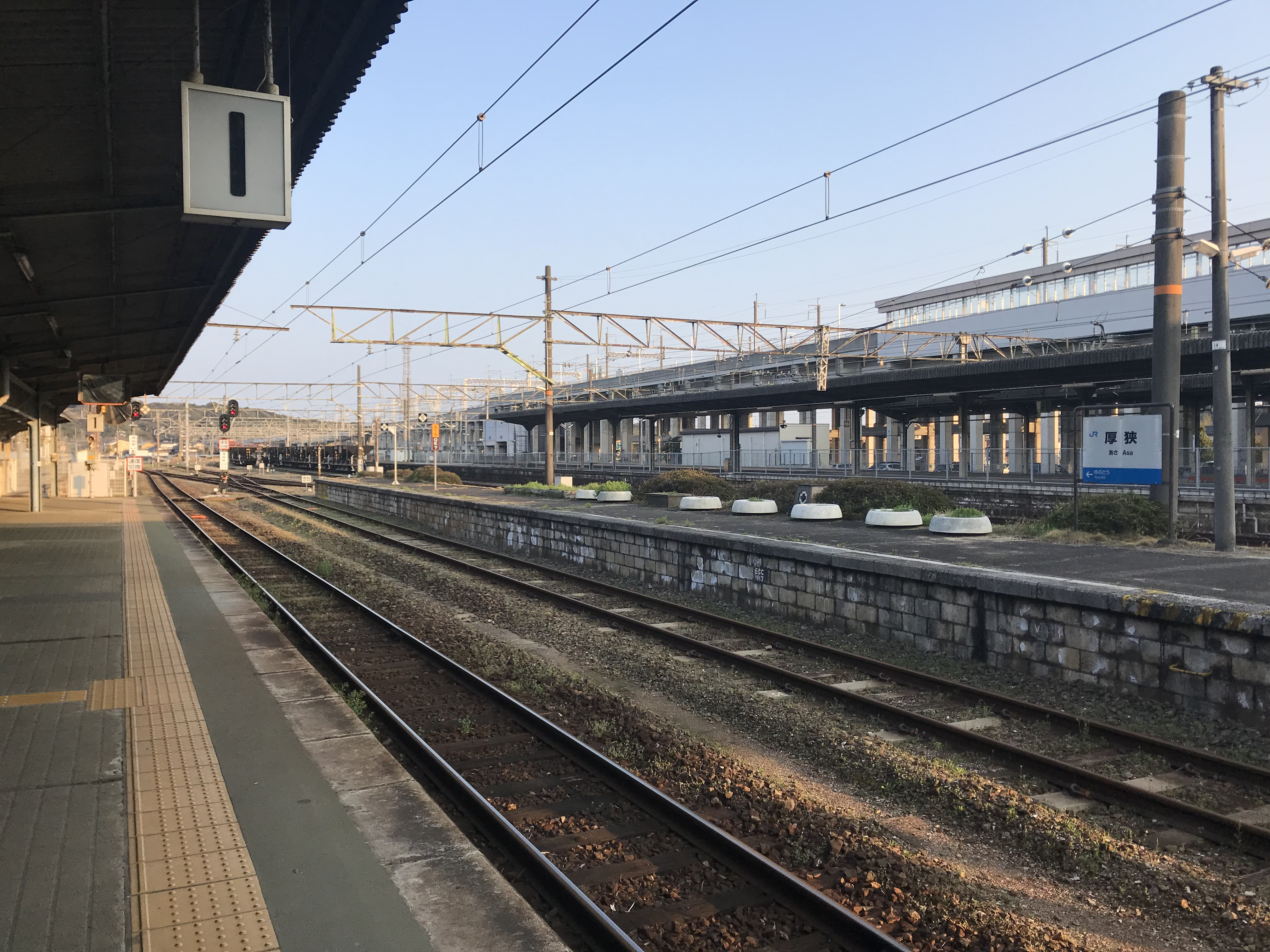
Vue des quais.

  - voies 1 et 2 : direction Nagatoshi
- Ligne principale Sanyō :
  - voies 1, 2, 3 et 7 : direction Shimonoseki
  - voies 2 et 6 : direction Tokuyama
- Ligne Shinkansen Sanyō :
  - voie 11 : direction Shin-Osaka
  - voie 12 : direction Hakata